# La aventura de Miguel Littín clandestino en Chile
La aventura de Miguel Littín clandestino en Chile (1986) es un libro de Gabriel García Márquez. Relata la visita clandestina del director de cine chileno Miguel Littín en 1985 a su país natal tras 12 años en el exilio.

## Argumento
Después de diez años de dictadura, Augusto Pinochet emitió una lista con los nombres de los desterrados a los que ya se les permitiría regresar a Chile. Miguel Littín no se encuentra en esta lista, halla su nombre en otra lista de personas a las cuales se les prohíbe visitar el país. Este hecho convence a Miguel que la única manera de retornar a su querida patria es mediante el uso de un pasaporte falso, una profesión y una excusa falsas, y más aún, con una esposa falsa.
Durante su visita, Littín, haciéndose pasar por un hombre de negocios uruguayo, dirige tres equipos de filmación para la realización de un documental sobre la vida en Chile bajo la dictadura. Filma entrevistas con chilenos comunes y corrientes y con gente de movimientos de la resistencia que operan en forma clandestina. Obtiene una entrevista con un líder de la insurgencia cuando es conducido con los ojos vendados hacia un hospital clandestino donde el líder se encuentra recluido después de haber sido rescatado de un hospital público por un escuadrón subversivo donde se reponía de la heridas causadas por un intento de asesinato orquestado por la policía secreta de Pinochet.
Miguel tiene éxito en su misión y abandona Chile en un momento en que las autoridades habían descubierto su presencia y detectives lo vigilaban en el aeropuerto. La realización del documental tenía como propósito mostrar al mundo la brutal represión y avergonzar al régimen de Pinochet al revelar las redes de gente joven trabajando en Chile para tumbar la dictadura.

## Destrucción de ejemplares
El libro fue publicado en 1986. En febrero de 1987, el Ministerio del Interior reconoció haber quemado 15.000 copias de la primera edición de La aventura de Miguel Littín clandestino en Chile el 28 de noviembre de 1986 en Valparaíso por órdenes de Augusto Pinochet.